# Jurij Mielichow
Jurij Afanasjewicz Mielichow (ros. Юрий Афанасьевич Мелихов, ur. 1 kwietnia 1937 w Leningradzie, zm. w lutym 2000) – radziecki kolarz szosowy, brązowy medalista olimpijski i brązowy medalista mistrzostw świata.

## Kariera
Pierwszy sukces w karierze Jurij Mielichow osiągnął w 1960 roku, kiedy wspólnie z Jewgienijem Klewcowem, Wiktorem Kapitonowem i Aleksiejem Pietrowem zdobył brązowy medal w drużynowej jeździe na czas podczas igrzysk olimpijskich w Rzymie. Na tych samych igrzyskach był również czwarty w indywidualnym wyścigu ze startu wspólnego, przegrywając walkę o podium z Belgiem Willym Vanden Berghenem. W tym samym roku wystąpił również na mistrzostwach świata w Karl-Marx-Stadt, gdzie także był czwarty w indywidualnym wyścigu amatorów po przegranej walce z Vanden Berghenem. Na rozgrywanych trzy lata później mistrzostwach w Ronse razem z Kapitonowem, Gajnanem Sajdchużynem i Anatolijem Olizarienko zdobył drugi brązowy medal w drużynowej jeździe na czas. W 1964 roku wystartował na igrzyskach w Tokio, gdzie był piąty w drużynie, a indywidualnie zajął 60. pozycję oraz na mistrzostwach świata w Sallanches, gdzie rywalizację indywidualną amatorów zakończył na 51. miejscu. Ponadto w 1961 roku zwyciężył w klasyfikacji generalnej Wyścigu Pokoju, a rok później był drugi. W latach 1958–1963 sześciokrotnie zdobywał szosowe mistrzostwo kraju.